# Mariposa County
Mariposa County  és un comtat situat a l'estat de Califòrnia, als Estats Units. Segons el cens dels Estats Units del 2020, la població era de 17.131 habitants. La seu del comtat és Mariposa. Està situat als contraforts occidentals de les muntanyes de Sierra Nevada, al nord de Fresno, a l'est de Merced i al sud-est de Stockton. La secció oriental del comtat és la porció central del Parc Nacional de Yosemite.
El comtat de Mariposa és un dels tres únics comtats de Califòrnia que no inclou cap ciutat incorporada (els altres dos són els comtats d'Alpine i Trinity). El comtat inclou, però, 17 comunitats que són reconegudes com a llocs designats pel cens amb finalitats estadístiques. També té la particularitat de no tenir cap senyal de trànsit permanent enlloc del comtat.

## Història
El comtat de Mariposa va ser un dels 27 comtats originals de Califòrnia, creat en el moment de la seva constitució com a estat el 1850. Tot i que va començar com el comtat més gran de l'estat, el territori que abans formava part de Mariposa va ser cedit amb el temps per formar la totalitat o part de dotze altres comtats, incloent-hi tots els de Merced, Madera, Fresno, Tulare, Kings i Kern; i parts de San Benito, Mono, Inyo, San Bernardino i Los Angeles. Per tant, el comtat de Mariposa és conegut com la "Mare dels comtats".
La seu original del comtat de Mariposa era un llogarret ara inexistent conegut com Agua Fria, a uns 5 quilòmetres directament a l'oest de Mariposa, a la carretera d'Agua Fria, que va des de l'autopista 140 al sud fins a la comunitat de Mt. Bullion al nord-oest. Charles Fremont va traslladar la seu del comtat a Mariposa el 1854, cosa que va donar lloc a la construcció del Palau de Justícia del Comtat de Mariposa, els terrenys del qual ocupen una illa sencera. L'estructura històrica té com a front el carrer Bullion; el carrer Jones és a la part posterior, amb els carrers 9 i 10 a banda i banda. La imatge del jutjat apareix al segell del comtat de Mariposa.
El comtat va prendre el seu nom de Mariposa Creek, que va ser anomenat així pels exploradors espanyols el 1806, quan van descobrir un gran grup de papallones als peus de la Sierra. Cada any, el primer cap de setmana de maig, els residents celebren l'arribada anual de les papallones monarca migratòries amb un festival i una desfilada dels "Dies de les Papallones".

## Febre de l'or

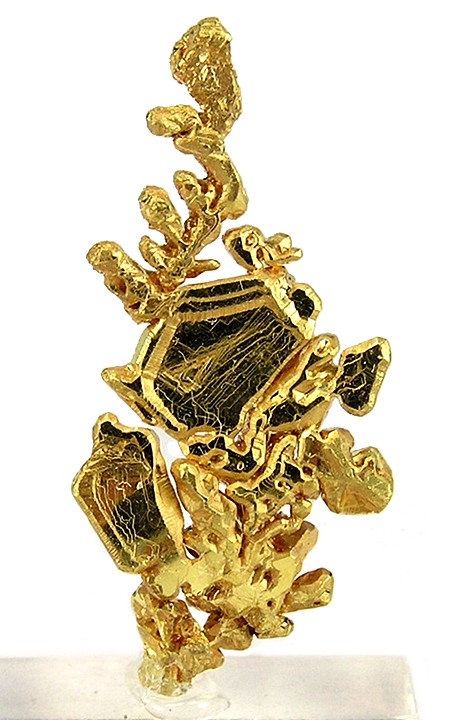
Espècimen d'or de la mina Mockingbird

El comtat de Mariposa es troba a l'extrem sud de la regió Mother Lode de Califòrnia. Durant la febre de l'or de Califòrnia, es van trobar i extreure grans quantitats del preuat mineral, primer en llits de rierols locals i més tard en mines de roca dura. Un dels beneficiaris més notables d'aquesta riquesa va ser el famós explorador i candidat presidencial republicà de 1856, John Charles Frémont, de qui reben el nom l'hospital local i el carrer Charles (més conegut com a "Highway 140"). El carrer Jessie, a la ciutat de Mariposa, rep el nom de l'esposa de Fremont, Jessie Benton Frémont, que va anar a Mariposa amb el seu marit en moltes visites prolongades, tot i que mai van establir la seva residència permanent al comtat.
Molts aspectes de la història minera de la zona es mostren en exposicions de dos museus locals: el Museu d'Història de Mariposa, situat a la ciutat de Mariposa; i el Museu de Mineria i Minerals de Califòrnia, situat al recinte firal de Mariposa (a 3 km al sud-est de Mariposa, a l'autopista 49).
Dues petites mines d'or al comtat de Mariposa, la mina Mockingbird i la mina Colorado Quartz, produeixen de manera intermitent exemplars d'or cristal·lí de classe mundial (i molt cars) per als col·leccionistes de minerals. «Els exemplars d'aquestes ocurrències solen tenir una brillantor intensa i un color intens, amb cristalls ben desenvolupats en arranjaments inusuals i atractius.» L'exemple més conegut és «El Drac», ara exposat al Houston Museum of Natural Science.

## Geografia
Segons l'Oficina del Cens dels Estats Units, el comtat té una superfície total de 3.790 Km2  els quals 1.449 Km2  és terra ferma i 36 Km2  (1,0%)  es aigua. El comtat s'estén:
- A l'oest, des dels contraforts occidentals de la serralada de Sierra Nevada fins a la vora de la Vall Central .
- Cap a l'est, a la Sierra, incloent-hi la vall de Yosemite i una part de la serralada Cathedral.

### Aigua
Una part important del curs del riu Merced es troba dins del comtat, incloent-hi les seves aigües braves que travessen Yosemite i el canyó del riu Merced. El seu recorregut a través del canyó del riu Merced conté l'únic hàbitat de la salamandra calcària, una espècie rara endèmica del comtat de Mariposa.
Hi ha diversos llacs dins del comtat, com ara el llac McClure, el llac McSwain, el llac Merced i el llac Tenaya.

### Comtats adjacents
- Comtat de Tuolumne - nord
- Comtat de Madera - sud-est
- Comtat de Merced - sud-oest
- Comtat de Stanislaus - oest
- Comtat de Mono - est

### Àrees protegides nacionals
- Bosc Nacional de Sierra (part)
- Bosc Nacional de Stanislaus (part)
- Parc Nacional de Yosemite (part)

## Govern
El govern del comtat de Mariposa es defineix i s'autoritza segons la Constitució i la llei de Califòrnia com un comtat de dret general. El govern del comtat està format per la Junta de Supervisors, que té el poder legislatiu i executiu. Està compost per cinc membres elegits dels cinc districtes separats del comtat, de manera no partidista, per a mandats esglaonats de quatre anys.
A la Cambra de Representants dels Estats Units, el comtat de Mariposa es troba al California's 5th congressional district.

### Política
En els seus inicis, Mariposa va ser un dels comtats demòcrates més fiables de Califòrnia. Juntament amb el comtat de Colusa, va ser un dels dos únics comtats dels estats del Pacífic que van donar suport a Alton B. Parker el 1904. Amb el temps, però, el comtat s'ha anat allunyant constantment de les seves arrels demòcrates, com es va veure demostrablement el 1948 quan Thomas E. Dewey va guanyar Mariposa sense guanyar Califòrnia, com a part d'una tendència que convertia la Gran Conca en un bastió republicà sòlid com una roca. Actualment, Mariposa és un comtat fortament republicà a les eleccions presidencials i congressuals. L'últim demòcrata a obtenir la majoria absoluta al comtat va ser Lyndon Johnson el 1964, però l'últim demòcrata a guanyar Mariposa va ser Bill Clinton el 1992, que va obtenir una majoria absoluta per 41 vots.